# Osamu Fujimura
Pour les articles homonymes, voir Fujimura.
Osamu Fujimura (藤村 修, Fujimura Osamu), né le 3 novembre 1949 à Osaka, est un homme politique japonais du parti démocrate, membre de la chambre des représentants à la Diète du Japon. Diplômé de l'université de Hiroshima, il est élu à la chambre des représentants pour la première fois en 1993 en tant que membre du nouveau parti du Japon. Il perd les élections de 2005 mais est réélu en 2009. En septembre 2011, il est nommé secrétaire général du Cabinet par le premier ministre Yoshihiko Noda.